# Zoo de Copenhaguen
El Zoo de Copenhaguen (en danès: København Zoo) és un jardí zoològic a Copenhaguen, la capital de Dinamarca. Fundat el 1859, és un dels zoològics més antics d'Europa. Consta d'11 hectàrees (27 acres) i està situat al municipi de Frederiksberg, situat entre els parcs de Frederiksberg i Søndermarken. Amb 1.161.388 visitants el 2008, és el zoològic més visitat del país i la quarta atracció més visitada de Dinamarca. El zoològic és conegut per la seva Casa d'Elefants dissenyada per l'arquitecte britànic Norman Foster. El zoològic manté i promou una sèrie de programes de millora i participa activament en la salvaguarda de diverses espècies en perill.
El 2014 el zoològic es va veure involucrat en una polèmica quan es va fer públic que empleats d'aquesta institució van matar una girafa sana, en una demostració pública, al·legant que volien evitar la consanguinitat.